# 기념건축물

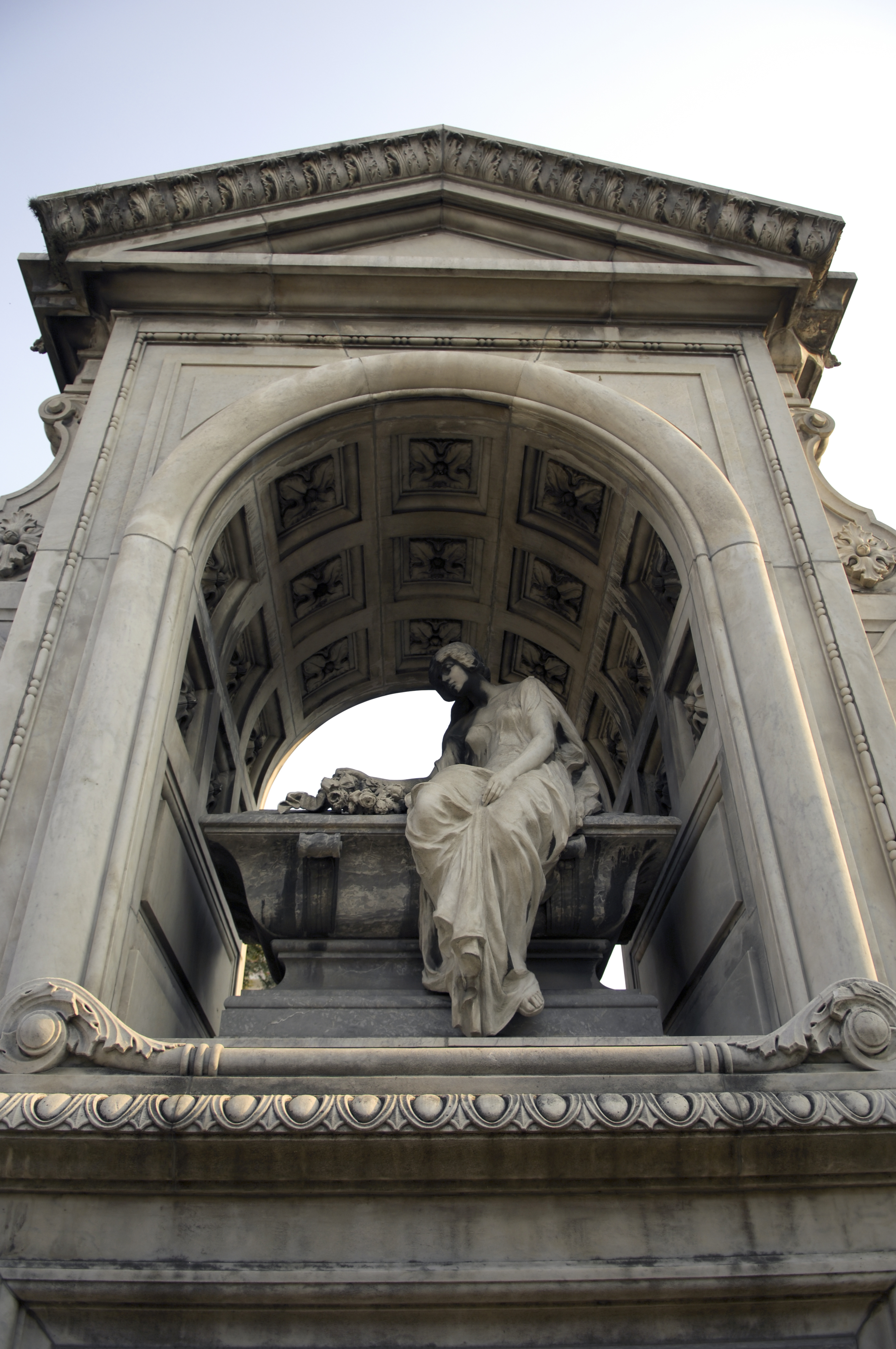
라 레콜레타 묘지

기념건축물(記念建築物)은 무언가를 기념하거나 칭송하기 위하여 만들어진 건축물이다.

## 개요
나라와 지역, 사건 등의 상징성, 전쟁, 독립 기념일 등의 특정한 일, 상징적인 특정 장소를 나타내는 등의 목적이 있으며, 형태도 피라미드, 문, 동상, 조각 등 다방면에 걸친다. 이러한 기념건축물은 랜드마크가 되기도 한다. 전승 기념비 및 종전 기념비처럼 전쟁에 관한 건축물, 전쟁의 전몰자를 기념 및 추모하기 위한 무명 용사의 무덤 등과 같은 기념 추모 시설이 있다.

## 같이 보기
- 기념물
- 국정 기념물